# 14-й драгунський полк (Австро-Угорщина)
14-ий драгунський полк — полк цісарсько-королівської кавалерії Австро-Угорщини.
Повна назва: K.u.k. Böhmisches Dragoner-Regiment «Fürst zu Windisch-Graetz» Nr. 14" Nr. 14

Дата утворення — 1725 рік.

Почесний шеф — Князь Віндіш-Грец.

## Склад полку
Штаб
Допоміжні служби:
- взвод розвідників (піонерів)
- телеграфна служба
- допоміжна служба

2 дивізіони, в кожному з яких:
- 3 ескадрони по 177 драгунів

Повний склад полку — 37 офіцерів і 874 драгуни.
Набір рекрутів до полку — Прага.
Етнічний склад полку (1914) — 59% чехів, 29% німців і 12% інших.
Мова полку (1914)- чеська і німецька.

## Інформація про дислокацію
- 1914 рік — штаб полку і І-ий дивізіон — у Брандіс-над-Лабем (1960 року об'єднано з іншим містом — Стара-Болеслав, знаходиться поблизу Праги), а ІІ дивізіон — у Добржані (теж Чехія).[4] .

- 1914 — входить до складу VIII корпусу, 1-ша Бригада кавалерії.

## Командири полку
- 1879: Александр Укскюль-Гілленбанд?[5]
- 1908: Фердінанд Хаас[6]
- 1914: Фелікс Шварценбергський[7]